# Siviwe Gwarube
Siviwe Gwarube, née le 14 juillet 1989 à King William's Town, est une femme politique sud-africaine, membre de l'Alliance démocratique (DA).
Elle est membre de l'Assemblée nationale d'Afrique du Sud depuis mai 2019. En 2024, elle est nommée ministre de l'Éducation de base.

## Jeunesse
Siviwe Gwarube est née à KwaMdingi, un township situé au nord de King William's Town. Elle est élevée par sa grand-mère[réf. souhaitée]. Elle étudie à la Kingsridge High School for Girls. Elle est titulaire d'une licence en droit, politique et philosophie de l'université Rhodes, à Grahamstown.

## Carrière
Siviwe Gwarube commence sa carrière en travaillant dans les communications[réf. souhaitée]. Elle est employée par le bureau de la chef de l'opposition Lindiwe Mazibuko en 2012. Elle travaille ensuite comme chef de ministère au Département de la santé du Cap-Occidental, sous la direction du ministre provincial Nomafrench Mbombo (en). Avant son élection au Parlement, elle dirigeait le département des communications du parti Alliance démocratique (AD).
Elle prête serment en tant que députée le 22 mai 2019[réf. souhaitée]. Le chef parlementaire du DA, Mmusi Maimane, la nomme ministre fantôme de la Santé le 5 juin 2019. Le chef parlementaire nouvellement élu John Steenhuisen, en octobre 2019, la maintient à son poste. Siviwe Gwarube est la porte-parole du DA pendant la pandémie de Covid-19[réf. souhaitée]. Le 24 novembre 2020, elle est annoncée comme la nouvelle porte-parole nationale du DA,.